# Kyūshū J7W Shinden
Kyūshū J7W1 Shinden (jap. 震電 Shinden) – japoński prototypowy samolot myśliwski z końcowego okresu II wojny światowej. Jednosilnikowy jednomiejscowy myśliwiec przechwytujący w układzie konstrukcyjnym kaczki.

## Historia
Prace nad nowym przechwytującym samolotem myśliwskim bazowania lądowego dla japońskiego lotnictwa marynarki w nietypowym układzie kaczki rozpoczęto na przełomie 1942/43 roku w Arsenale Techniki Lotniczej Marynarki Wojennej (Kaigun Kōkū Gijutsushō, w skrócie Kūgishō) w Yokosuce, z inicjatywy służącego tam kpt. marynarki Masaoki Tsuruno. Projekt wstępny powstał w 1943 roku i został zaproponowany lotnictwu marynarki jako alternatywa dla rozwijanego w odpowiedzi na specyfikację 18-shi myśliwca przechwytującego typu otsu (B) – przeznaczonego do walki z bombowcami  Nakajima J5N. Według projektu, miał on dysponować znacznie lepszymi osiągami, lecz opór przed niekonwencjonalnym układem aerodynamicznym w Głównym Biurze Lotnictwa Marynarki był silny i dopiero po przetestowaniu zbudowanego w tym układzie szybowca doświadczalnego Kūgishō MXY6, w lutym 1944 roku Biuro włączyło nowy myśliwiec do programu produkcji lotniczej. W maju 1944 roku budowa prototypu, z zakładanym terminem ukończenia do grudnia, została zlecona wytwórni Kyūshū Hikōki Kabushiki Gaisha w Zasshonokumie (obecnie w Fukuoka), która miała wolne moce konstrukcyjne. Projekt został tam sporządzony w jej biurze konstrukcyjnym pod kierunkiem inż. Kozo Nojiriego, z pomocą personelu arsenału Kūgishō, w tym Tsuruno. Po inspekcji makiety samolotu w lipcu 1944 roku, projekt ostateczny lotnictwo marynarki zatwierdziło we wrześniu.
Samolot otrzymał oznaczenie Kyūshū J7W1 Shinden (siódmy model morskiego przechwytującego samolotu myśliwskiego bazowania lądowego, konstrukcji Kyūshū, pierwsza wersja). Nazwa Shinden oznaczała „wstrząsająca błyskawica”. Do budowy prototypu przystapiono w październiku 1944 roku, a w listopadzie przeprowadzono statyczne próby zmęczeniowe zbudowanego w tym celu płatowca nr 0. Prace opóźniły się z powodu nalotów amerykańskich, które zniszczyły wytwórnię silników Mitsubishi w Nagoi. Z powodu obaw przed nalotami, prototyp i oprzyrządowanie przewieziono do małej fabryki Harada w Chikushino, gdzie ukończono go dopiero w czerwcu 1945 roku. W maju testowano silnik, który się przegrzewał, lecz uznano, że w locie układ chłodzenia będzie działał sprawniej. Jeszcze przed przeprowadzeniem prób w locie, lotnictwo zamówiło w maju 1945 serię informacyjną tych samolotów. Podczas próby pierwszego startu 3 lipca na lotnisku Fukuoka, z Tsuruno za sterami, samolot zniosło w prawo z pasa i uszkodził śmigło i statecznik. Po tym, zamontowano na dole stateczników małe kółka (z samolotu K11W).
Po naprawie prototypu, pierwszy lot samolotu Kyūshū J7W1 Shinden odbył się dopiero 3 sierpnia 1945 roku, z pilotem fabrycznym, a dwa ostatnie loty 6 i 8 sierpnia. W czasie testowania w powietrzu stwierdzono jednak, że samolot jest niestabilny w locie (występują drgania), a także ma problemy w czasie lądowania z uwagi na znaczną prędkość. Podczas prób nie przekraczano prędkości 260 km/h, stąd nie udało się zweryfikować zakładanych osiągów, których prawdopodobnie samolot by nie uzyskał z uwagi na dużą masę. Konstrukcja wymagała kilku poprawek, których jednak nie udało się już dokonać z powodu kapitulacji Japonii. W budowie był drugi ulepszony prototyp, którego nie ukończono, a planowano dalsze prototypy do ósmego. Pierwszy prototyp samolotu został zdobyty przez wojska amerykańskie i w grudniu przewieziony do USA. Nie prowadzono na nim prób w locie; został zachowany dla celów muzealnych.
Należy dodać, że po zbudowaniu prototypu samolotu Kyūshū J7W1 Shinden rozpoczęto pracę nad nową wersją tego samolotu, którą zamierzano wyposażyć w silnik turboodrzutowy (projekt ten oznaczono jako Kyūshū J7W2 Shinden Kai), ale w związku z zakończeniem wojny pozostał on tylko w sferze projektowej.

## Opis konstrukcji
Samolot Kyūshū J7W1 Shinden to jednosilnikowy dolnopłat w układzie "kaczka" z zakrytą kabiną pilota; podwozie trójkołowe z kołem przednim, chowane w locie. Konstrukcja całkowicie metalowa z płóciennym pokryciem sterów i lotek. 
Napęd stanowił 18-cylindrowy silnik gwiazdowy Mitsubishi Ha-43-41, w układzie podwójnej gwiazdy, chłodzony powietrzem; śmigło metalowe 6-łopatowe pchające.